# Подольское (Тульчинский район)
Подо́льское (укр. Подільське; до 2024 года — Суворовское) — село на Украине, находится в Тульчинском районе Винницкой области.
Код КОАТУУ — 0524385401. Население по переписи 2001 года составляет 2506 человек. Население 1790 человек — 2023 год. Почтовый индекс — 23643. Телефонный код — 4335.
Занимает площадь 7,248 км².

## История
В 1946 году указом ПВС УССР село Войтовка переименовано в Суворовское.
В 1971 году в состав села включено село Белоусовка Первая
В 2024 году постановлением Верховной Рады Украины переименовано в Подольское.

## Адрес местного совета
23643, Винницкая область, Тульчинский р-н, с. Подольское, ул. Ленина, 23